# Endless Story (田村ゆかりの曲)
「Endless Story」（エンドレス・ストーリー）は、田村ゆかりの20枚目のシングル。2011年10月12日にキングレコードから発売された。

## 概要
前作『プラチナLover's Day』から約9か月ぶりのリリースであり、2011年2作目のシングル。また、18枚目のシングル「おしえて A to Z」から3作連続で3曲入りになっている。なお、初回盤はスペシャルパッケージ仕様になっている。
表題曲「Endless Story」は、テレビアニメ『C³ -シーキューブ-』のオープニングテーマとして起用されている。自身の楽曲がテレビアニメの主題歌として起用されているのは前々作「おしえて A to Z」以来。PVが製作されており、2011年10月3日に自身のオフィシャルウェブサイトでPVの視聴が配信された。
カップリング曲の「Rainy Rainy Sunday」は、自身のラジオ番組の文化放送『田村ゆかりのいたずら黒うさぎ』のエンディングテーマとして使用されている。
ディスクジャケットの撮影時に衣装のフィッティングでスタイリストが選んだ衣装が気に入り、当初は使用する衣装は2着であったが田村の希望で3着になったと語っている。
公の場での初歌唱披露は2011年8月27日に開催された『Animelo Summer Live 2011 -rainbow-』であった。

### 主な記録
2011年10月12、15日付オリコンデイリーチャートで3位をそれぞれ獲得した。2011年10月24日付オリコン週間シングルチャートでも推定売上枚数約1.6万枚を売り上げ、17thシングル「My wish My love」で記録した5位を上回り、自己最高となる4位を獲得した。
2011年10月度のオリコン月間シングルチャートでは22位を獲得した。推定売上枚数は2.3万枚を記録した。なお、田村のシングル作品が月間オリコンチャートへのランクインを果たすのは前作「プラチナLover's Day」から2作連続である。
2011年10月24日付のBillboard JAPAN HOT 100で11位、Billboard Hot Animationで1位、Billboard JAPAN Hot Singles Salesで4位、Billboard JAPAN Hot Top Airplayで58位を獲得した。なお、Billboard Hot Animationでの首位獲得は自身初である。
2011年10月8日放送分の『FRIDAY SUPER COUNTDOWN 50』で8位、2011年10月10日から10月16日調査分のサウンドスキャン週間CDソフトTOP20で4位、2011年10月5日から10月11日調査分のRIAJ有料音楽配信チャートで27位、2011年10月22日放送分の『COUNT DOWN TV』で5位を獲得した。
ドワンゴが運営するウェブサイトの2011年度年間ランキングでは、「超!アニメロ 着うたフル」で15位、「アニメロ★うた 着うた」で17位、「アニメロミックス 着うた」で21位を獲得した。

## 批評
hotexpressの菅野雄貴は、「和テイストの艶やかなメロディのロック曲であり、ストリングスとピアノに交わるギターが美しいサウンドを響かせている曲。」と批評した。
CDジャーナルは、「表題曲は松井の切ない世界観をキュートに歌っている。カップリング曲の『太陽のイヴ』は軽快なポップチューンである。」と評した。
WEBアニメスタイルの和田穣は、「東洋的な旋律、ロックテイストが組み合わさったドラマティックな曲であり、田村の楽曲では新しいタイプの楽曲である。」と評した。
オトナアニメ年鑑2012は、「早いテンポで打ち鳴らさせるドラムと、舞うように流れるストリングスのなかで、田村のキュートな歌声がおだやかなに響く。」、「（アニメの主題歌としては）桜吹雪舞うオープニングアニメーションと合わさって美しい」と評した。

## 収録曲
1. Endless Story [3:48]
作詞：松井五郎、作曲・編曲：太田雅友
  - テレビアニメ『C³ -シーキューブ-』オープニングテーマ

疾走感のある格好いい曲であると田村は語っている[14]。
2. Rainy Rainy Sunday [3:17]
作詞：ふじのマナミ、作曲・編曲：太田雅友
  - 文化放送『田村ゆかりのいたずら黒うさぎ』エンディングテーマ

楽しい気分になるダンスソングであると田村は語っている[14]。
3. 太陽のイヴ [4:06]
作詞：松井五郎、作曲・編曲：小松一也

## 演奏
Endless Story 
- 弦一徹ストリングス：Strings
- 吉田太郎：Drums
- 山口寛雄：Bass
- Effy：Piano, Synthesizer
- 太田雅友：All Other Instruments

Rainy Rainy Sunday  
- 佐野聡：Harmonica
- 木原良輔：Guitar
- Effy：Piano, Synthesizer
- 太田雅友：All Other Instruments

太陽のイヴ 
- 増崎孝司：Guitar
- 小松一也：All Other Instruments

## 楽曲の収録アルバム
| 楽曲          | 発売日         | タイトル         | 備考                  |
| ------------- | -------------- | ---------------- | --------------------- |
| Endless Story | 2011年12月21日 | 春待ちソレイユ   | 9thオリジナルアルバム |
| Endless Story | 2012年10月17日 | Everlasting Gift | 2ndベストアルバム     |